# Cat’s Eye
Cat’s Eye (jap. キャッツアイ Kyattsu Ai) – manga autorstwa Tsukasy Hōjō, publikowana na łamach magazynu „Shūkan Shōnen Jump” wydawnictwa Shūeisha w latach 1981–1985. Całość liczy łącznie 18 tomów.
Na podstawie mangi powstał telewizyjny serial anime, który emitowano w latach 1983–1985 na antenie NTV. W 2023 roku na platformie Amazon Prime Video wydany został crossover anime, zatytułowany Lupin the 3rd vs. Cat’s Eye, za produkcję którego odpowiadało studio TMS Entertainment. Premiera nowej adaptacji anime zaplanowana jest na wrzesień 2025 w serwisie Disney+.
W 1998 roku premierę miał aktorski pełnometrażowy film telewizyjny pod tym samym tytułem, a w roku 1997 film live action w reżyserii Kaizō Hayashiego. W 2024 roku powstał również francuski serial aktorski.

## Fabuła
Hitomi Kisugi, wraz ze swoją starszą siostrą Rui i młodszą siostrą Ai, prowadzi w Tokio kawiarnię o nazwie „Cat’s Eye”. Siostry wiodą podwójne życie jako trio wysoce wykwalifikowanych złodziejek dzieł sztuki, kradnących głównie dzieła, które pierwotnie należały do ich od dawna zaginionego ojca, Michaela Heinza, słynnego kolekcjonera sztuki z czasów reżimu nazistowskiego. Narzeczonym Hitomi jest Toshio Utsumi, niezdarny młody policjant prowadzący śledztwo w sprawie Cat’s Eye. Mimo że jest częstym gościem w kawiarni, nie zdaje sobie sprawy z podwójnego życia dziewczyn. Hitomi regularnie informuje policję z wyprzedzeniem o swoim kolejnym skoku, używając charakterystycznej wizytówki „Cat’s Eye”, a następnie wykorzystuje badania Toshio na temat zabezpieczeń celu, aby pomóc w planowaniu akcji.

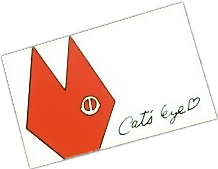
Wizytówka Cat’s Eye

## Bohaterowie
- Hitomi Kisugi (jap. 来生 瞳 Kisugi Hitomi)

Seiyū: Keiko Toda (1983), Mikako Komatsu (2025) 
- Rui Kisugi (jap. 来生 泪 Kisugi Rui)

Seiyū: Toshiko Fujita (1983), Ami Koshimizu (2025) 
- Ai Kisugi (jap. 来生 愛 Kisugi Ai)

Seiyū: Chika Sakamoto (1983), Yumiri Hanamori (2025) 
- Toshio Utsumi (jap. 内海 俊夫 Utsumi Toshio)

Seiyū: Yoshito Yasuhara (1983), Takuya Satō (2025) 
- Szef (jap. 課長 Kachō)

Seiyū: Kenji Utsumi 
- Mitsuko Asatani (jap. 浅谷 光子 Asatani Mitsuko)

Seiyū: Yoshiko Sakakibara 
- Sadatsugu Nagaishi (jap. 永石 定嗣 Nagaishi Sadatsugu)

Seiyū: Tamio Ōki 
- Kazumi (jap. 和美)

Seiyū: Chiyoko Kawashima 

## Manga
Seria była publikowana w magazynie „Shūkan Shōnen Jump” od 14 września 1981 do 15 października 1984, natomiast 22 stycznia 1985 ukazał się rozdział dodatkowy. Wydawnictwo Shūeisha zebrało rozdziały mangi w 18 tankōbonach, wydawanych od 15 kwietnia 1982 do 15 lipca 1985.
| Nr | Data wydania (język japoński) | ISBN (język japoński) |
| -- | ----------------------------- | --------------------- |
| 1  | 15 kwietnia 1982              | ISBN 4-08-851451-3    |
| 2  | 15 sierpnia 1982              | ISBN 4-08-851452-1    |
| 3  | 15 listopada 1982             | ISBN 4-08-851453-X    |
| 4  | 15 marca 1983                 | ISBN 4-08-851454-8    |
| 5  | 15 czerwca 1983               | ISBN 4-08-851455-6    |
| 6  | 15 sierpnia 1983              | ISBN 4-08-851456-4    |
| 7  | 15 października 1983          | ISBN 4-08-851457-2    |
| 8  | 15 stycznia 1984              | ISBN 4-08-851458-0    |
| 9  | 15 kwietnia 1984              | ISBN 4-08-851459-9    |
| 10 | 15 lipca 1984                 | ISBN 4-08-851460-2    |
| 11 | 15 października 1984          | ISBN 4-08-851461-0    |
| 12 | 15 stycznia 1985              | ISBN 4-08-851462-9    |
| 13 | 15 lutego 1985                | ISBN 4-08-851463-7    |
| 14 | 15 marca 1985                 | ISBN 4-08-851464-5    |
| 15 | 15 kwietnia 1985              | ISBN 4-08-851465-3    |
| 16 | 15 maja 1985                  | ISBN 4-08-851466-1    |
| 17 | 15 czerwca 1985               | ISBN 4-08-851467-X    |
| 18 | 15 lipca 1985                 | ISBN 4-08-851468-8    |

Remake mangi narysowany przez Shina Asaia, również zatytułowany Cat’s Eye (jap. キャッツ・愛 Kyattsu Ai), jednak słowo „Eye” zapisane jest znakiem kanji oznaczającym „miłość”, ukazywał się w czasopiśmie „Gekkan Comic Zenon” wydawnictwa Tokuma Shoten od 25 października 2010 do 25 stycznia 2014. Całość zebrano w 8 tankōbonach.

## Anime
Manga zostało zaadaptowana na telewizyjny serial anime stworzony przez studio Tokyo Movie Shinsha i wyreżyserowany przez Yoshio Takeuchiego. 36-odcinkowa seria była emitowana na antenie NTV od 11 lipca 1983 do 26 marca 1984. Emisja drugiego sezonu, za reżyserię którego odpowiadał Kenji Kodama, rozpoczęła się 8 października 1984 i zakończyła 8 lipca 1985, licząc 37 odcinków.
22 września 2022 studio TMS Entertainment zapowiedziało crossover anime zatytułowany Lupin the 3rd vs. Cat’s Eye. Anime zostało wyreżyserowane przez Kōbuna Shizuno i Hiroyukiego Seshitę, z Keisuke Ide jako asystentem reżysera. Scenariusz napisał Shūji Kuzuhara, muzykę skomponowali Yuji Ohno i Kazuo Otani, a projekty postaci stworzyli Haruhisa Nakata i Junko Yamanaka. Anime miało swoją premierę 27 stycznia 2023 jako ekskluzywna produkcja dostępna na całym świecie na platformie Amazon Prime Video.
1 listopada 2024 zapowiedziano powstanie nowej adaptacji anime typu ONA. Seria została wyprodukowana przez studio Liden Films, a reżyserem zostanie Yoshifumi Sueda. Scenariusz napisze Hayashi Mori, postacie zaprojektuje Yosuke Yabumoto, który pełnić będzie również funkcję głównego reżysera animacji, natomiast muzykę skomponuje Yuki Hayashi. Premiera zaplanowana jest na wrzesień 2025 na platformie Disney+.

## Light novel
Na podstawie mangi powstała light novel autorstwa Hideo Takayashikiego, która ukazała się 13 grudnia 1996 nakładem wydawnictwa Shūeisha pod imprintem Jump J-Books.

## Film live action
30 sierpnia 1997 premierę miał film live action w reżyserii Kaizō Hayashiego. W rolach głównych wystąpiły Yuki Uchida, Izumi Inamori i Norika Fujiwara.

## Serial telewizyjny
9 marca 2023 gazeta Le Parisien poinformowała, że stacja TF1 zrealizuje francuski serial aktorski w reżyserii Alexandre’a Laurenta, z zamiarem dystrybucji również na rynkach zagranicznych. Produkcja powstaje we współpracy Amazon Prime Video i Big Band Story; Amazon zajmie się także dystrybucją serialu poza Francją. Całość ma liczyć osiem odcinków, z których każdy potrwa 52 minuty.

## Odbiór
Manga Cat’s Eye sprzedała się w ponad 20 milionach egzemplarzy.
Allen Moody z THEM Anime Reviews przyznał adaptacji anime ocenę 3/5. Pochwalił fabułę i sposób, w jaki zaplanowano napady, porównując je do serialu Mission: Impossible, jednak zauważył, że z czasem seria staje się bardzo powtarzalna. Wyraził również uznanie dla trzech głównych bohaterek i ich rozwoju postaci, ale skrytykował złe traktowanie głównego męskiego bohatera, Toshio. Skrytykował również zakończenie, które, jego zdaniem, nie było tak satysfakcjonujące jak w mandze, ale zauważył, że „przede wszystkim oceany poczucia winy i przebłyski namiętności, które kryją się tuż pod powierzchnią relacji Hitomi/Toshio i tylko okazjonalnie wypływają na światło dzienne, są fascynujące”.